# Burglesum
Burglesum, Bremen-Burglesum (dolnoniem. Borglesum) – dzielnica miasta Brema w Niemczech, w okręgu administracyjnym Nord, w kraju związkowym Brema. 
W dzielnicy znajduje się najwyższe naturalne wzniesienie kraju związkowego Brema - jest to park Friedehorstpark, który położony jest 32,5 m n.p.m. 